# 威權審議
威權審議（Authoritarian deliberation）又名威权性协商指在政府監控允許的範圍下的討論，如中國政府使用各種方法，去製造和引導支持政府的言論。。
何包钢提出「威权性协商」概念解释由中国共产党领导的协商制度和实验，他提出儒家對中國威权性协商出现的假說，他主張「威权性协商就是为了强化权威，促进统一以及公共善。尽管权威是进行治理的一个权宜之策，然而，它给现有的主政者太多的权力，较少地赋予普通公民足够的权利，这也抑制了普通公民表达自身利益诉求的有效性。」但另外一方面，「民主式的协商过重地向公民赋权，却忽视了治理与权威的平衡。 」